# Канал Тресе
Канал Тресе (на испански: Canal 13) е чилийски телевизионен канал, създаден на 21 август 1959 г. Централата му е в Сантяго.